# Arròs blanc
|  | No s'ha de confondre amb Arròs cuit. |

L'arròs blanc és un arròs molt al qual se li han eliminat el boll, el segó i el germen. Això altera el sabor, la textura i l'aspecte de l'arròs i ajuda a prevenir el deteriorament, allarga la seva vida útil i facilita la seva digestió. Després de la molta l'arròs es poleix, donant com a resultat una llavor amb un aspecte brillant, blanc i lluent.
Els processos de fresat i poliment eliminen els nutrients. Una dieta desequilibrada basada en arròs blanc no enriquit deixa moltes persones vulnerables a la malaltia neurològica beri-beri, a causa d'una deficiència de tiamina (vitamina B1). L'arròs blanc sovint s'enriqueix amb alguns dels nutrients que se'n treuen durant el seu processament. L'enriquiment de l'arròs blanc amb B1, B3 i ferro és obligatori per llei als Estats Units quan els programes governamentals es distribueixen a escoles, organitzacions sense ànim de lucre o països estrangers. Com amb tots els aliments naturals, la composició nutricional precisa de l'arròs varia lleugerament segons la varietat, les condicions del sòl, les condicions ambientals i els tipus de fertilitzants.
Adoptat en lloc de l'arròs integral a la segona meitat del segle XIX perquè era afavorit pels comerciants, l'arròs blanc ha provocat una epidèmia de beri-beri a Àsia. En diversos moments, a partir del segle XIX, l'arròs integral i altres cereals com l'arròs salvatge s'han defensat com a alternatives més saludables. El segó de l'arròs integral conté fibra dietètica important i el germen conté moltes vitamines i minerals.